# Sárok
Sárok (deutsch Schareck) ist eine ungarische Gemeinde im Kreis Mohács im Komitat Baranya.

## Geografische Lage
Sárok liegt 18 Kilometer südwestlich der Kreisstadt Mohács und 12,5 Kilometer südöstlich der Stadt Villány, unmittelbar an der Grenze zu Kroatien. Nachbargemeinden sind Ivándárda und Bezedek. Jenseits der Grenze östlich befindet sich der kroatische Ort Kneževo.

## Geschichte
Im Jahr 1907 gab es in der damaligen Kleingemeinde 99 Häuser und 520 Einwohner auf einer Fläche von 804 Katastraljochen. Sie gehörte zu dieser Zeit zum Bezirk Baranyavár im Komitat Baranya.

## Sehenswürdigkeiten
- Gedenkstein zum 700-jährigen Bestehen des Ortes, errichtet 1996
- Römisch-katholische Kirche Iskolakápolna, mit freistehendem Glockenturm
- Serbisch-orthodoxe Kirche Szent Demeter, erbaut 1783
  - Im Inneren der Kirche befinden sich Ikonostasen. Die drei Glocken der Kirche wurden 1944 von zurückziehenden deutschen Truppen weggebracht und seitdem hat die Kirche keine Glocken mehr.
- Serbisches Denkmal
- Weltkriegsdenkmäler (I. és II. világháborús emlékmű)

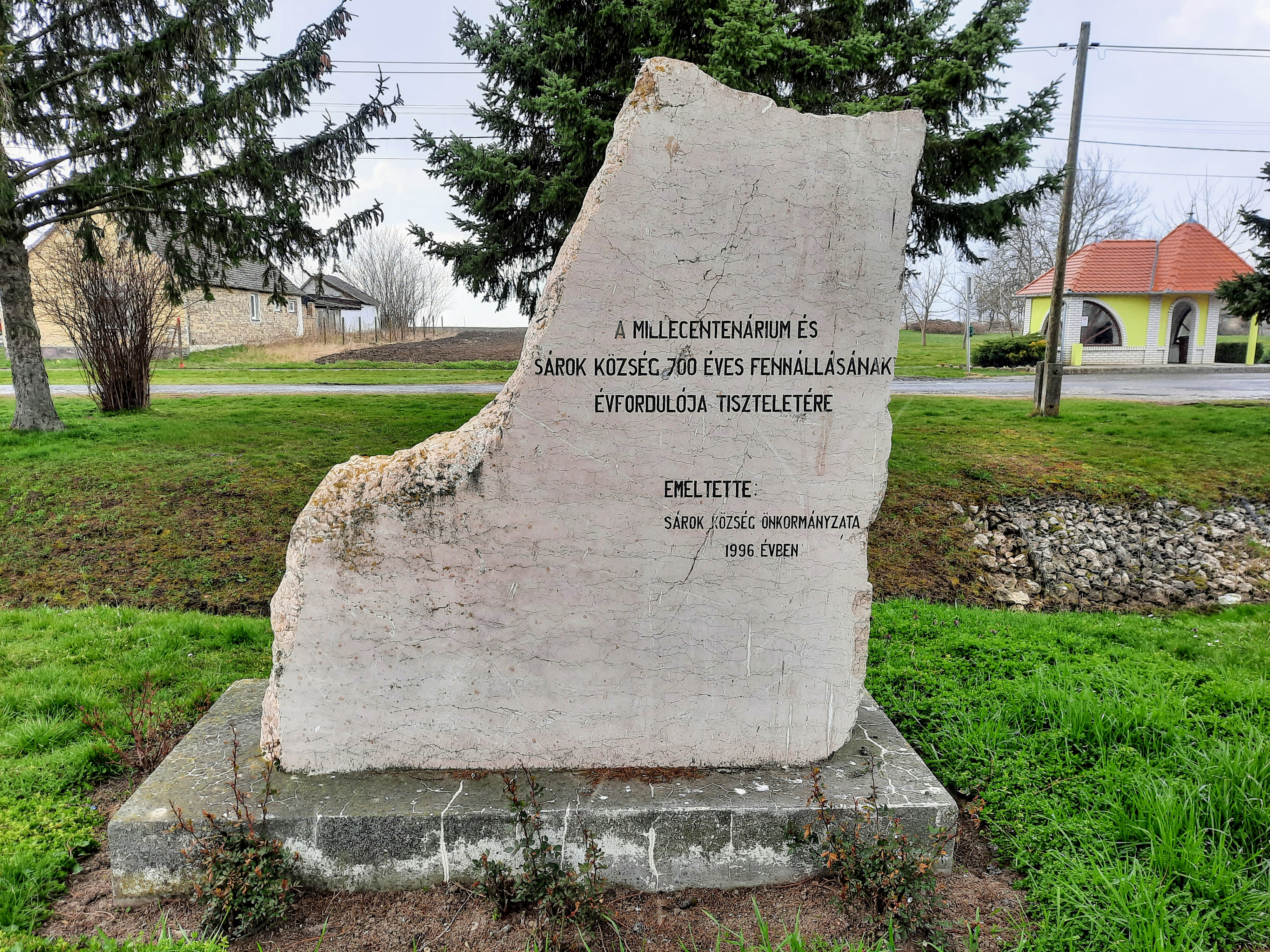
Gedenkstein zum 700-jährigen Bestehen
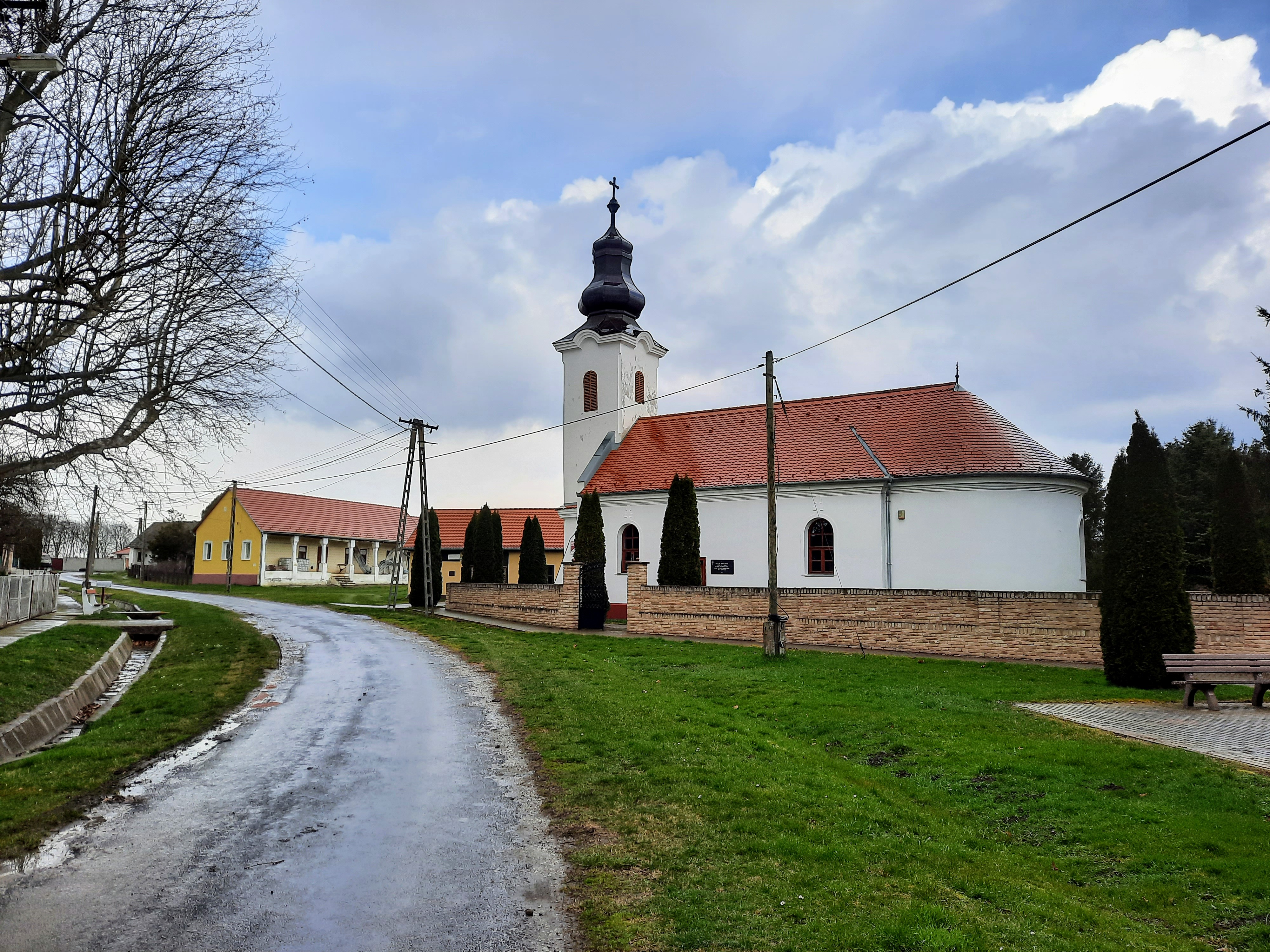
Serbisch-orthodoxe Kirche Szent Demeter
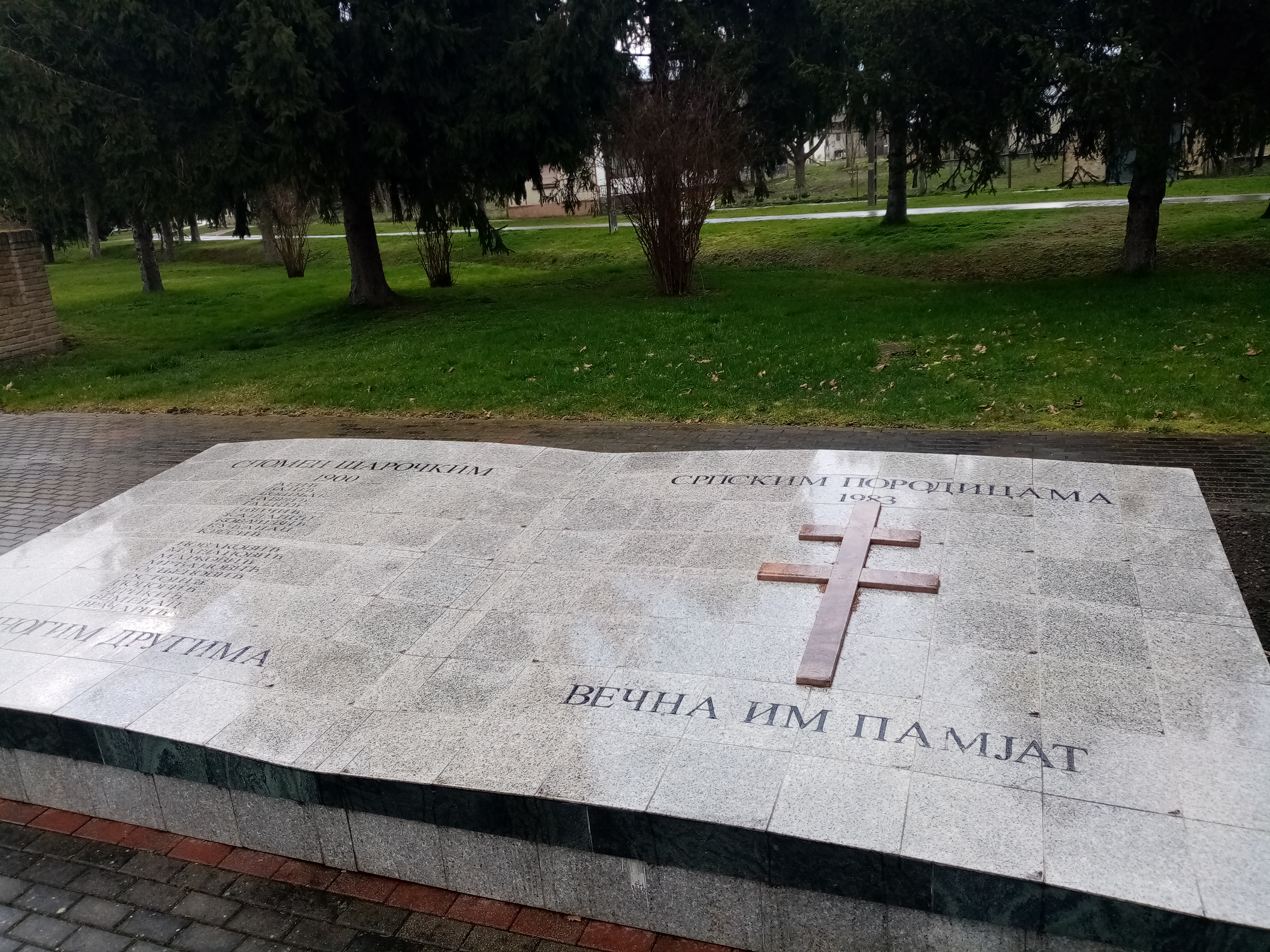
Serbisches Denkmal
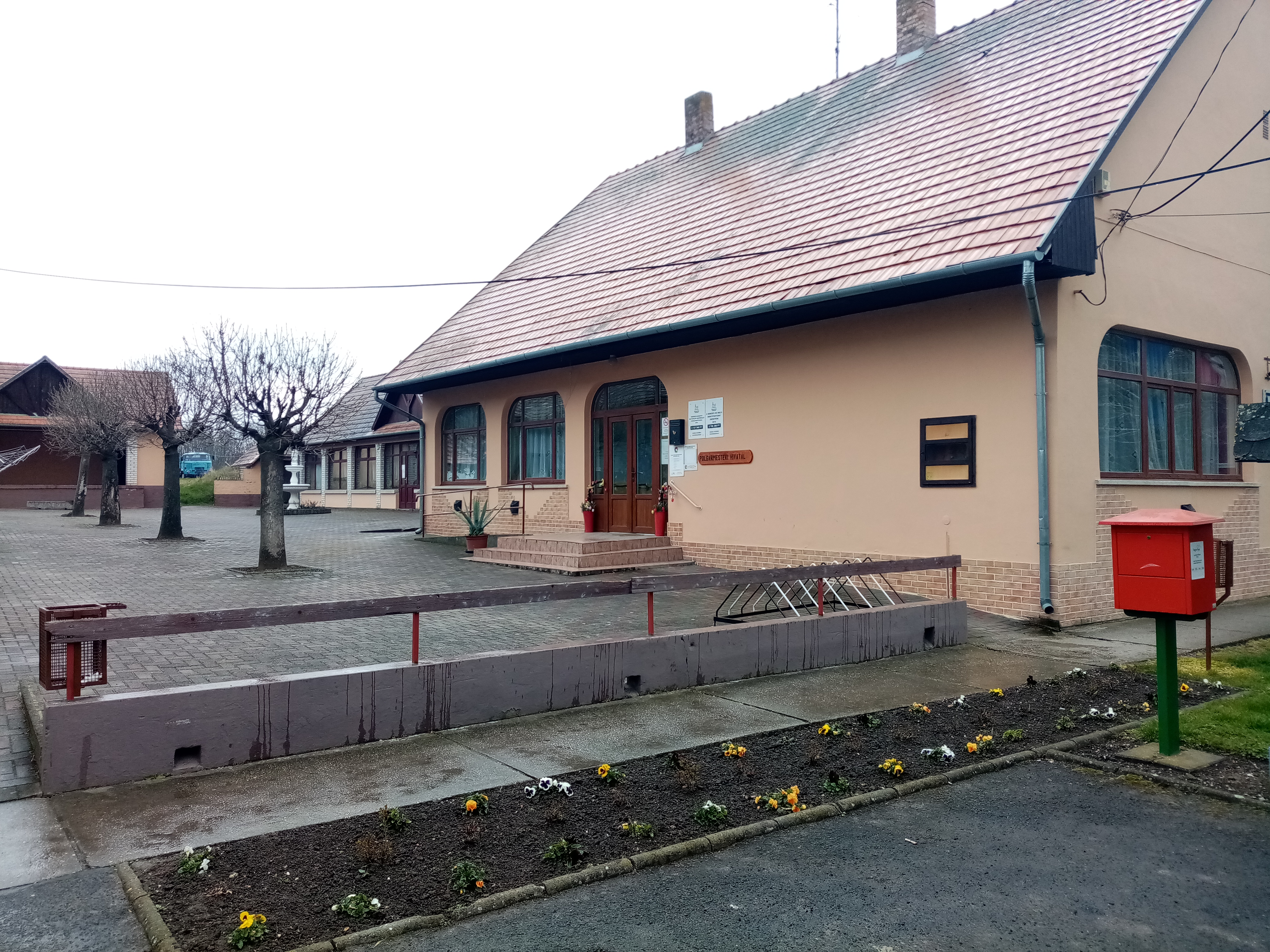
Bürgermeisteramt
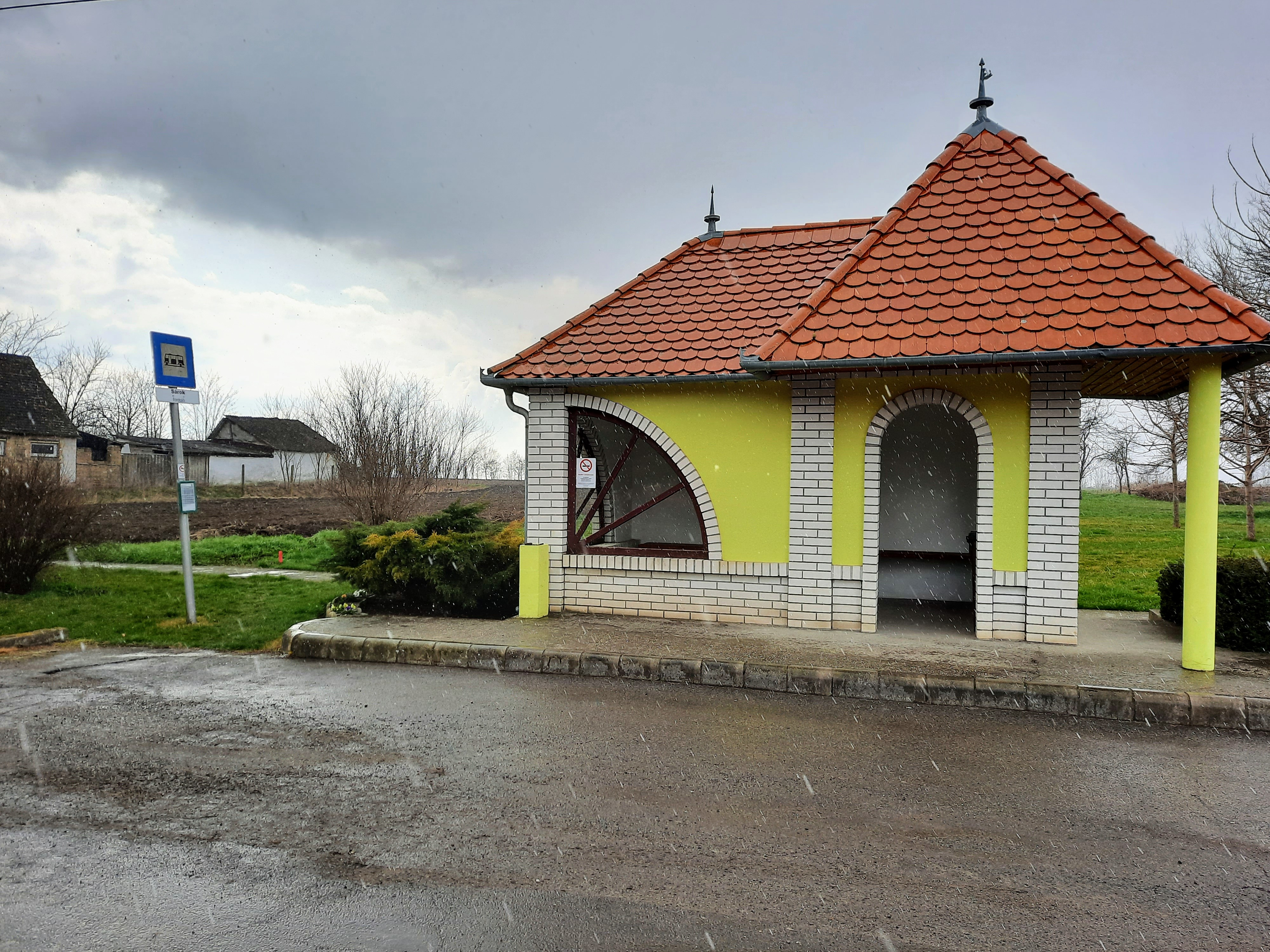
Bushaltestelle

## Verkehr
Sárok ist nur über die Nebenstraße Nr. 57118 zu erreichen. Es bestehen Busverbindungen nach Mohács sowie nach Magyarbóly, wo sich der nächstgelegene Bahnhof befindet.